# Daniel Gretarsson
Daníel Leó Grétarsson (født 2. oktober 1995 i Keflavik) er en islandsk professionel fodboldspiller, der spiller for Sønderjyske Fodbold og Islands fodboldlandshold som central forsvarsspiller.

## Karriere
Den 12. november 2014 skrev han en 3-årig kontrakt med den norske Eliteserie-klub Aalesund 
Den 5. oktober 2020 skiftede han til den engelske klub Blackpool.
Han skiftede til Śląsk Wrocław fra Ekstraklasa den 27. januar 2022.  Efter halvandet år i Polen, skiftede han til Sønderjyske Fodbold den 26. juni 2023 på en fireårig aftale. 

## International karriere
Han har repræsenteret Island på diverse ungdomslandshold. Han blev udtaget til A-landsholdet for første gang i september 2019 i kvalifikationen til EM 2020 i kampe mod Albanien og Moldova. 